# Södermanlands runinskrifter 298
Runinskrift Sö 298, eller Uringestenen, är en runsten som står på Uringe malm i Grödinge socken på Södertörn söder om Stockholm. Stenen står längs länsväg 257, Södertäljevägen, nära gränsen mellan Botkyrka och Västerhaninge socknar. Förmodligen har den givit sitt namn åt det näraliggande, sedan 1600-talet dokumenterade torpet Runsten. Torpet ligger en kilometer sydost om stenen.

## Stenen
Stenens material är grå granit och den är relativt oskadad. Den är 230 cm hög, 180 cm bred i basen och har en tjocklek på 10–30 cm. Runornas höjd är mellan 12 och 15 cm. Uringestenen avbildades 1855 av Richard Dybeck och därefter blev den känd 1899 av Erik Brate.

## Inskriften
Translitterering av runraden:
× haur + nuk + karl + auk + sihia--r + auk + uihialmr + auk + kare + (l)--- -aisa + stain + þina + aftʀ + uihmar + faþr + sin +
Normalisering till runsvenska:
Haurr ok Karl ok Sighia[lm]ʀ ok Vihialmʀ/Vighialmʀ ok Kari l[etu r]æisa stæin þenna æftiʀ Vigmar, faður sinn.
Översättning till nusvenska:
Håur(?)och Karl och Sighjälm och Vihjälm och Kåre läto resa denna sten efter Vigmar sin fader.
Vigmar är troligen samma person, som nämns på närbelägna Sö 292. Bröderna Sighialmʀ och Vihialmʀ hade samma efterled -hialmʀ i namn. Mansnamnet Sighialmʀ är känd från två uppländska runinskrifter U 640 och U 648, och Vihialmʀ från Sö 209. Karl och Kari är vanliga namn, Kari är känd från Sö 217. Namnet  haur är annars okänd, den kan ha efterled -urr som vissa isländska namn. Felstavad haukr är möjlig, p.g.a. två andra felstavningar finns med i texten: aftʀ istället för aftiʀ och faþr istället för faþur.